# I Liga 1970/1971
Ekstraklasa 1970/71 byla nejvyšší polskou fotbalovou soutěží. Vítězem se stal a do Poháru mistrů evropských zemí 1971/72 se kvalifikovala Górnik Zabrze. Do Poháru UEFA se kvalifikovaly týmy Legia Warszawa a Zagłębie Wałbrzych. Účast v Poháru vítězů pohárů 1971/72 si zajistil poražený finalista poháru Zagłębie Sosnowiec.
Soutěže se zúčastnilo celkem 14 celků, soutěž se hrála způsobem každý s každým doma-venku (celkem tedy 26 kol) systémem podzim-jaro. Sestoupily poslední 2 týmy.

## Tabulka
| Poř. | Tým                | Z  | V  | R  | P  | VG | OG | B  |
| ---- | ------------------ | -- | -- | -- | -- | -- | -- | -- |
| 1.   | Górnik Zabrze      | 26 | 17 | 5  | 4  | 43 | 21 | 39 |
| 2.   | Legia Warszawa     | 26 | 14 | 6  | 6  | 39 | 20 | 34 |
| 3.   | Zagłębie Wałbrzych | 26 | 10 | 7  | 9  | 24 | 24 | 27 |
| 4.   | Pogoń Szczecin     | 26 | 9  | 9  | 8  | 23 | 32 | 27 |
| 5.   | Ruch Chorzów       | 26 | 8  | 9  | 9  | 46 | 32 | 25 |
| 6.   | Szombierki Bytom   | 26 | 9  | 7  | 10 | 30 | 32 | 25 |
| 7.   | Zagłębie Sosnowiec | 26 | 8  | 9  | 9  | 32 | 37 | 25 |
| 8.   | Wisla Krakov       | 26 | 8  | 9  | 9  | 26 | 36 | 25 |
| 9.   | Stal Rzeszów       | 26 | 6  | 12 | 8  | 34 | 26 | 24 |
| 10.  | Stal Mielec (N)    | 26 | 8  | 8  | 10 | 27 | 33 | 24 |
| 11.  | Gwardia Varšava    | 26 | 8  | 7  | 11 | 24 | 28 | 23 |
| 12.  | Polonia Bytom      | 26 | 5  | 13 | 8  | 15 | 22 | 23 |
| 13.  | ROW Rybnik (N)     | 26 | 7  | 8  | 11 | 15 | 22 | 22 |
| 14.  | GKS Katowice       | 26 | 4  | 13 | 9  | 20 | 30 | 21 |

|  | Pohár mistrů evropských zemí 1971/72 |
|  | Pohár vítězů pohárů 1971/72          |
|  | Pohár UEFA 1971/72                   |
|  | Sestup do I ligy                     |

## Nejlepší střelci
|    |        | hráč            | tým                | PG |
| -- | ------ | --------------- | ------------------ | -- |
| 1. | Polsko | Andrzej Jarosik | Zagłębie Sosnowiec | 13 |
| 2. | Polsko | Edward Herman   | Ruch Chorzów       | 11 |
| 2. | Polsko | Grzegorz Lato   | Stal Mielec        | 11 |

## Soupiska mistra
Jan Gomola (18/0), Hubert Kostka (9/0) - Jan Banaś (18/5), Alojzy Deja (18/3), Stefan Florenski (4/0), Jerzy Gorgoń (21/1), Karol Kapciński (1/0), Rainer Kuchta (11/0), Lucjan Kwaśny (7/0), Henryk Latocha (18/0), Włodzimierz Lubański (21/10), Alfred Olek (14/1), Stanisław Oślizło (24/0), Hubert Skowronek (26/6), Władysław Skaryński (24/3), Jan Szewczuk (1/0), Joachim Szlosarek (2/0), Zygfryd Szołtysik (25/3), Erwin Wilczek (17/1), Jerzy Wilim (21/7), Jan Wraży (22/0) - trenér Ferenc Szusza